# 1948년 하계 올림픽 육상
제14회 하계 올림픽 육상 경기는 1948년 영국 런던 올림픽 경기장에서 열렸다.